# Rakovec
Rakovec es un municipio de Croacia en el condado de Zagreb.

## Geografía
Se encuentra a una altitud de 135 m s. n. m. a 38,4 km de la capital nacional, Zagreb.

## Demografía
En el censo 2011, el total de población del municipio fue de 1278 habitantes, distribuidos en las siguientes localidades:
- Baničevec - 199
- Brezani - 137
- Dropčevec - 84
- Dvorišće - 168
- Goli Vrh - 47
- Hruškovec - 86
- Hudovo - 90
- Kolenica - 16
- Lipnica - 62
- Mlaka - 101
- Rakovec - 246
- Valetić - 42